# Karl-Heinz Rummenigge
Karl-Heinz Rummenigge (ur. 25 września 1955 w Lippstadt) – niemiecki piłkarz i działacz piłkarski. Zdobywca Złotej Piłki tygodnika France Football dla najlepszego piłkarza Europy w 1980 i 1981 r. Starszy brat Michaela, także zawodnika Bayernu i reprezentacji. Jeden z najlepszych napastników świata początku lat 80.
Wychowanek Borussii Lippstadt, następnie Bayern Monachium (1974–1984), Inter Mediolan (1984–1987) i Servette FC. (1987–1989). W barwach Bayernu mistrz RFN (1980, 1981), zdobywca Pucharu RFN (1982, 1984), zdobywca Pucharu Mistrzów (1975, 1976). Trzykrotnie król strzelców Bundesligi (1980, 1981, 1984). Łącznie w niemieckiej ekstraklasie strzelił 162 gole w 310 meczach.
W reprezentacji Niemiec w latach 1976–1986 rozegrał 95 spotkań i strzelił 45 bramek. Trzykrotnie brał udział w MŚ (1978, 1982, 1986), gdzie dwukrotnie zajął II miejsce, w Hiszpanii (1982) i Meksyku (1986), zdobył także złoty medal mistrza Europy w 1980. Wielokrotny kapitan reprezentacji RFN.
Nadal związany z Bayernem. W latach 1991–2002 pełnił funkcję w-ce prezesa klubu z Bawarii, po czym objął stanowisko prezesa rady nadzorczej Bayernu Monachium. 30 czerwca 2021 zastąpił go na tym stanowisku Oliver Kahn. Jest też prezesem Europejskiego Stowarzyszenia Klubów (ECA).